# Stan Parks
Stan Parks ist ein Spezialeffektkünstler.

## Leben
Parks begann seine Karriere im Filmstab 1980 mit den Filmflop Heaven’s Gate von Regisseur Michael Cimino. In der Folge wirkte er unter anderem an Der Stoff, aus dem die Helden sind, Scarface und Das Messer. Im Laufe seiner Karriere arbeitete er unter anderem für Brian De Palma, Tim Burton, Quentin Tarantino, Alan Parker, Ridley Scott, Tony Scott und Michael Mann.
2001 war er für Hollow Man – Unsichtbare Gefahr gemeinsam mit Scott E. Anderson, Craig Hayes und Scott Stokdyk für den Oscar in der Kategorie Beste visuelle Effekte nominiert, die Auszeichnung in diesem Jahr ging jedoch an den Monumentalfilm Gladiator. Parks wurde zwei Mal mit dem Saturn Award ausgezeichnet; 1996 für Jumanji und 2001 für Hollow Man – Unsichtbare Gefahr.

## Filmografie (Auswahl)
- 1980: Heaven’s Gate
- 1983: Der Stoff, aus dem die Helden sind (The Right Stuff)
- 1983: Scarface
- 1985: Das Messer (Jagged Edge)
- 1987: Ein Ticket für Zwei (Planes, Trains & Automobiles)
- 1989: Black Rain
- 1991: Thelma & Louise
- 1995: Jumanji
- 2000: Hollow Man – Unsichtbare Gefahr (Hollow Man)
- 2002: xXx – Triple X (xXx)
- 2011: World Invasion: Battle Los Angeles (Battle: Los Angeles)
- 2012: Battleship
- 2013: Man of Steel
- 2015: The Hateful Eight

## Auszeichnungen (Auswahl)
- 2001: Oscar-Nominierung in der Kategorie Beste visuelle Effekte für Hollow Man – Unsichtbare Gefahr